# Enter the Wu-Tang (36 Chambers)
Enter the Wu-Tang (36 Chambers) es el primer álbum de estudio del grupo de hip hop estadounidense Wu-Tang Clan, publicado el 9 de noviembre de 1993 por Loud Records, y distribuido a través de RCA Records. Las sesiones de grabación del álbum se llevaron a cabo durante 1992-1993 en Firehouse Studios en Nueva York, y fue masterizado en The Hit Factory. El título del álbum está inspirado en las películas de artes marciales Enter the Dragon (1973) y The 36th Chamber of Shaolin (1978). El líder de facto del grupo, RZA, también conocido como Prince Rakeem, produjo el álbum en su totalidad, utilizando pulsos pesados y oscuros, y un sonido en gran parte basado en clips de películas de artes marciales y samples de música soul.
El sonido característico de Enter the Wu-Tang (36 Chambers) creó un modelo para el hardcore hip hop durante los años 1990 y ayudó a regresar al rap neoyorquino a la prominencia nacional. Su sonido también se hizo enormemente influyente en la producción moderna de hip hop, mientras que las letras explícitas, cómicas y de asociación libre de los miembros del grupo han servido como modelo para muchos discos de hip hop posteriores. Considerado como un hito histórico en la era del hip hop conocida como el Renacimiento de la Costa Este, su influencia ayudó a liderar el camino para muchos otros artistas de hip hop de la costa este, incluyendo Nas, The Notorious BIG, Mobb Deep, y Jay-Z.
A pesar de su sonido crudo y underground, el álbum tuvo un sorprendente éxito en las listas, alcanzando el número 41 en el Billboard 200 de los Estados Unidos. Para 1995, fue certificado disco de platino por la Recording Industry Association of America, y ha vendido más de dos millones de copias en los Estados Unidos. Recibiendo críticas positivas de la mayoría de los críticos de música en su lanzamiento, Enter the Wu-Tang (36 Chambers) es ampliamente considerado como uno de los discos más importantes de la década de 1990, así como uno de los mejores álbumes de hip hop de la historia. En 2020, ocupó el puesto número 29 en la lista de la revista Rolling Stone de los 500 mejores álbumes de todos los tiempos.

## Lista de canciones
1. "Bring da Ruckus" (4:11)
  - Coros: RZA
  - Primer verso: Ghostface Killah
  - Segundo verso: Raekwon
  - Tercer verso: Inspectah Deck
  - Cuarto verso: GZA
  - Sampleos: Melvin Bliss - "Synthetic Substitution"
2. "Shame on a Nigga" (2:57)
  - Coros: Ol' Dirty Bastard
  - Primer verso: Ol' Dirty Bastard
  - Segundo verso: Method Man
  - Tercer verso: Raekwon
  - Cuarto verso: Ol' Dirty Bastard
  - Sampleos: Thelonious Monk - "Black and Tan Fantasy"
3. "Clan in da Front" (4:33)
  - Intro: RZA
  - Sección Principal: GZA
  - Sampleos: Melvin Bliss - "Synthetic Substitution"
  - Sampleos: New Birth - "Honeybee"
4. "Wu-Tang: 7th Chamber" (6:06)
  - Primer verso: Raekwon
  - Segundo verso: Method Man
  - Tercer verso: Inspectah Deck
  - Cuarto verso: Ghostface Killah
  - Quinto verso: RZA
  - Sexto verso: Ol' Dirty Bastard
  - Séptimo verso: GZA
  - Sampleos: Lonnie Liston Smith - "Spinning Wheel"
5. "Can It Be All So Simple" (6:52)
  - Primer verso: Raekwon
  - Segundo verso: Ghostface Killah
  - Sampleos: Gladys Knight & The Pips - "The Way We Were"
  - Sampleos: Labi Siffre - "I Got The"
6. "Da Mystery of Chessboxin'" (4:47)
  - Primer verso: U-God
  - Segundo verso: Inspectah Deck
  - Tercer verso: Raekwon
  - Cuarto verso: Ol' Dirty Bastard
  - Quinto verso: Ghostface Killah
  - Sexto verso: Masta Killa
  - Coros: Method Man
7. "Wu-Tang Clan Ain't Nuthing ta F' Wit" (3:36)
  - Primer verso: RZA
  - Segundo verso: Inspectah Deck
  - Tercer verso: Method Man
  - Coros: RZA
  - Sampleos: Honeydrippers - "Impeach The President"
8. "C.R.E.A.M. (Cash Rules Everything Around Me)" (4:12)
  - Primer verso: Raekwon
  - Segundo verso: Inspectah Deck
  - Coros: Method Man
  - Sampleos: The Charmells - "As Long As I've Got You"
9. "Method Man" (5:50)
  - Diálogo: Method Man & Raekwon
  - Intro: GZA
  - Canción: Method Man
  - Sampleos: Melvin Bliss - "Synthetic Substitution"
10. "Protect Ya Neck" (4:51)
  - Intro: RZA
  - Primer verso: Inspectah Deck
  - Segundo verso: Raekwon
  - Tercer verso: Method Man
  - Puente: U-God
  - Cuarto verso: Ol' Dirty Bastard
  - Quinto verso: Ghostface Killah
  - Sexto verso: RZA
  - Séptimo verso: GZA
11. "Tearz" (4:17)
  - Primer verso: RZA
  - Segundo verso: Ghostface Killah
  - Sampleos: Wendy Rene - "After The Laughter (Comes Tears)"
12. "Wu-Tang: 7th Chamber, Pt. II" (6:10)
  - (versión alternativa de "Wu-Tang: 7th Chamber" con un beat diferente)

## Personal
- Chris Gehringer	 - 	Masterizado
- Ol' Dirty Bastard	 - 	Productor
- Method Man	 - 	Productor
- RZA, Kevin Swansson	 - 	Programador, Productor, Mezclado
- Carlos Bess	 - 	Ingeniero
- 4th Disciple	 - 	Scratching
- Jacqueline Murphy	 - 	Trabajo Artístico, Director Artístico
- Dennis Coles	 - 	Productor Ejecutivo
- Robert Diggs	 - 	Productor Ejecutivo
- John Gibbons	 - 	Supervisor
- Richard Bravo	 - 	Diseño de Set, Diseño
- Mitchell Diggs	 - 	Productor Ejecutivo, Supervisor, Supervisor de Producción
- Oli "Power" Grant	 - 	Productor Ejecutivo, Supervisor, Supervisor de Producción
- Amy Wenzler	 - 	Diseño
- Daniel Hastings	 - 	Fotografía
- Michael McDonald	 - 	Supervisor, Supervisor de Producción
- Ethan Ryman	 - 	Ingeniero
- U-God
- Masta Killa
- Raekwon
- GZA
- Inspectah Deck

## Posicionamiento en listas
Billboard Music Charts (Estados Unidos) - álbumes
```
1993	The Billboard 200	                N.º 41
1994	Top R&B/Hip-Hop Albums	                N.º 8
```

Billboard Music Charts (Estados Unidos) - singles
```
1993	Method Man	         Hot R&B/Hip-Hop Singles & Tracks        N.º 40
1993	Method Man	         Hot Dance Music/Maxi-Singles Sales      N.º 42
1993	Method Man	         Hot Rap Singles	                 N.º 17
1993	Method Man	         The Billboard Hot 100	                 N.º 69
1994	C.R.E.A.M. 	         The Billboard Hot 100	                 N.º 60
1994	C.R.E.A.M.	         Hot Rap Singles	                 N.º 8
1994	Can It Be All So Simple	 Hot Rap Singles	                 N.º 24
1994	C.R.E.A.M. 	         Hot R&B/Hip-Hop Singles & Tracks        N.º 32
1994	Can It Be All So Simple	 Hot R&B/Hip-Hop Singles & Tracks        N.º 82
1994	C.R.E.A.M. 	         Hot Dance Music/Maxi-Singles Sales      N.º 1
1994	Can It Be All So Simple	 Hot Dance Music/Maxi-Singles Sales      N.º 9
```

- Datos: Q679150